# Kolham (Het Hogeland)
Kolham is een buurtje in de gemeente Het Hogeland in de Nederlandse provincie Groningen. Het ligt ten zuidwesten van Hornhuizen (waartoe het behoort) en ten noorden van Ulrum, aan de Kolhamsterweg. Ter plaatse staan boerderij Kolham en een woning, elk iets van de weg gelegen. Een bosje markeert de locatie van een afgebroken huis. De streek rondom Kolham is in de jaren 1960 grondig gewijzigd door een ruilverkaveling, waarbij ook de Kolhamsterweg werd verlegd.
In de 19e eeuw stonden er 5 arbeiderswoningen en 2 boerderijen in Kolham. Ten noorden van de nog bestaande woning stonden nog 3 huizen en ook ten oosten bij het bosje stond een huis. Het laatste huis had een grote schuur ten noorden ervan. Ten zuiden van de nog bestaande woning stond boerderij Vosham. De laatstgebouwde boerderij Vosham dateerde uit 1913. De boerderij werd in 1966 afgebroken in het kader van de ruilverkaveling. Vier woningen werden rond dezelfde tijd afgebroken. Van boerderij Kolham dateren de schuren uit 1865 en het woonhuis uit 1918. Ten oosten van de boerderij liep vroeger een weg naar het noorden naar Hornhuizen. Aan deze weg stond halverwege aan de westzijde een woning, die begin 20e eeuw werd afgebroken. De weg verdween in de jaren 1950.
Hoofdplaats: Uithuizen

Dorpen: Adorp · Den Andel · Baflo · Bedum · Eenrum · Eppenhuizen · Hornhuizen · Houwerzijl · Kantens · Kloosterburen · 't Lage van de Weg · Lauwersoog · Leens · Leenstertillen · Lutjewolde · Mensingeweer · Molenrij · Niekerk · Noordwolde · Oldenzijl · Onderdendam · Onderwierum · Oosteinde · Oosternieland · Pieterburen · Rasquert · Rodewolt · Roodeschool · Rottum · Saaxumhuizen · Sauwerd · Startenhuizen (deels) · Stitswerd · Tinallinge · Uithuizermeeden · Ulrum · Usquert · Vliedorp · Vierhuizen · Warffum · Warfhuizen · Wehe-den Hoorn · Westerdijkshorn · Westernieland · Wetsinge · Winsum · Zandeweer · Zoutkamp · Zuidwolde · Zuurdijk

Buurtschappen, gehuchten, wierden en buurten: 1e Nijhoezen · 2e Nijhoezen · 't Aagt · Abbeweer · Alinghuizen · Arwerd · Barnegaten · Bellingeweer · Bethlehem · Beusum · Bokum · Breede · Broek · Het Bultje · De Dingen · De Raken · De Vennen · Den Haver · Deikum · Doodstil · Douwen · Duisterwinkel · Eelswerd · Eemshaven · Elens · Ellerhuizen · Ernstheem · Ewer · Grijssloot · Groot Maarslag · Groot Wetsinge · De Haar · Hammeland · Den Hander · Harssens · Hefswal · Hekkum · Helwerd · Heuvelderij · Hiddingezijl · Holwinde · De Hoogte · De Horn · De Houw · 't Houweel · De Hucht · Kaakhorn · Katershorn · Kattenburg · Klei · Kleine Huisjes · Klein Garnwerd · Klein Maarslag · Klein Wetsinge · Kolham · Koningslaagte · Koningsoord · De Knijp · Kruisweg · Lutje Marne · Lutke Saaxum · Maarhuizen · (Marnehuizen) · Menkeweer · Menneweer · Midhalm · Midhuizen · Mollenhuizen · Nijenklooster · Noordpolder · Noordpolderzijl · Obergum · Oldenzijl · Oldorp · Oosterhorn · Oosterhuizen (Eenrum) · Oosterhuizen (Zuidwolde) · Oudedijk · Oudeschip · Paapstil · Panser · Plattenburg · Polen · Ranum · Reidland · Roodehaan · Schapehals · Schaphalsterzijl · Schilligeham · Schouwen · Schouwerzijl · Sint Annerhuisjes · 't Stort · De Streek · Takkebos · Ter Laan · Tijum · Valcum · Valom · Wadwerd · Walsweer · Westerhorn (De Marne) · Westerhorn (Hogeland) · Westerklooster · Westpolder · Wierhuizen · Wierum · 't Wildeveld · Willemsstreek · Zevenhuizen